# East Hills
East Hills és una població dels Estats Units a l'estat de Nova York. Segons el cens del 2000 tenia 6.842 habitants.

## Demografia
Segons el cens del 2000, East Hills tenia 6.842 habitants, 2.245 habitatges, i 2.029 famílies. La densitat de població era de 1.153,6 habitants/km².
Dels 2.245 habitatges en un 46,2% hi vivien nens de menys de 18 anys, en un 84,4% hi vivien parelles casades, en un 4,9% dones solteres, i en un 9,6% no eren unitats familiars. En el 8,5% dels habitatges hi vivien persones soles el 5,4% de les quals corresponia a persones de 65 anys o més que vivien soles. El nombre mitjà de persones vivint en cada habitatge era de 3,04 i el nombre mitjà de persones que vivien en cada família era de 3,2.
Per edats la població es repartia de la següent manera: un 29,9% tenia menys de 18 anys, un 3,9% entre 18 i 24, un 23,2% entre 25 i 44, un 28,6% de 45 a 60 i un 14,4% 65 anys o més.
L'edat mediana era de 41 anys. Per cada 100 dones de 18 o més anys hi havia 92,6 homes.
La renda mediana per habitatge era de 149.726 $ i la renda mediana per família de 159.316 $. Els homes tenien una renda mediana de 100.000 $ mentre que les dones 52.115 $. La renda per capita de la població era de 59.297 $. Entorn de l'1,5% de les famílies i l'1,6% de la població estaven per davall del llindar de pobresa.